# Сибиряк (Красноярский край)
Сибиряк — упразднённый посёлок в Рыбинском районе Красноярского края России. На момент упразднения входил в состав Успенского сельсовета. Исключён из учётных данных в 2019 году.

## География
Посёлок находится у одноимённого остановочного пункта Красноярской железной дороги, на расстоянии примерно 1,5 км (по прямой) к юго-востоку от села Успенка.

### Климат
Климат резко континентальный. Зима суровая, средние температуры января составляют −19—21 °С, критические — от −45 до −52 °С. Лето преимущественно жаркое, солнечное, со средними температурами июля +19—25 °С, максимальные: +34—38 °С.

## Население
| 1989 | 2002 | 2010 | 2010 |
| ---- | ---- | ---- | ---- |
| 7    | ↘1   | ↘0   | →0   |

### Национальный состав
Согласно результатам переписи 2002 года, в национальной структуре населения русские составляли 100 % из 1 чел.